# Бойга індійська
Бойга індійська (Boiga trigonata) — вид змій родини полозових (Colubridae). Умовно отруйна змія (реальної небезпеки для людини, як правило, не становлять). Описано 2 підвиди.
Інша назва «звичайна котяча змія».

## Опис
Загальна довжина досягає 1 м, з них хвіст має довжину від 12 до 25 см. Морда укорочена. Очі великі, жовті, зіниця вертикальна. Тулуб сплощений з боків і має ремінеподібну форму. Луска гладенька, розташована більш-менш хвилястими поперечними рядками. Луска, яка проходить по хребту поздовжнього рядка, помітно більша за іншу луску спини. Навколо середини тулуба є 21 луска, черевних щитків — 206—256, підхвостових — 74—96 пар. Анальний щиток цілісний.
Забарвлення верхньої сторони тіла коричнево-жовтувате. Спина темніша з білими крапочками. Кольори самців більш темні й контрастні, ніж у самок. У підвиду чорноголової індійської бойги (Boiga trigonata melanocephala) верхня сторона голови яскраво-чорна з металічним блиском.

## Поширення
Мешкає від Шрі-Ланки, Індії, Бангладеш, Непалу до Пакистану, Афганістану, Східного Ірану та півдня Середньої Азії.

## Спосіб життя
Полюбляє глинясті, піщані пустелі, такироподібні ґрунти, порослі полином й солянкою, напівзакріплені піски з розрідженою пустельною рослинністю, зрошувані землі, краї урвищ. Зустрічається на висоті 300 м над рівнем моря. Ховається у норах гризунів, просторами під каменями, тріщини й порожнечі у ґрунті. Протягом більшої частини теплої пори року веде суто нічний спосіб життя. Лише у холодні ночі індійська бойга або зовсім не з'являється на поверхні, або дуже ненадовго виповзає пополювати й знову йде в нору. Індійська бойга дуже добре лазить і часто забирається на кущі саксаулу, кандима та інші рослини. Згортається спіраллю, при цьому кільця накладаються одна на одну. Ефективна страхітлива бойова поза цієї змії — тіло розгойдується, як пружина, голова сплощується та тремтить. З гучним шипінням й відкритою пащею змія робить довгі випади у бік ворога.
Харчується дрібними ящірками, зміями, птахами і гризунами. Принагідно бойга охоче поїдає яйця птахів.
Це яйцекладна змія. У червні-липні самиця відкладає 3—11 яєць розміром 18×40 мм.

## Систематика
Станом на 2024 рік описано 2 підвиди:
- Boiga trigonata melanocephala
- Boiga trigonata trigonata